# Bandyligan 2001/2002
Bandyligan 2001/2002 spelades som enkelserie, innan lagen delades upp, och därefter följde slutspel. Mikkelin Kampparit tvingades dra sig ur serien på grund av spelarbrist.

## Grundserien
| Lag                          | Spelade | Vinster | Oavgjorda | Förluster | Målskillnad | Poäng |
| ---------------------------- | ------- | ------- | --------- | --------- | ----------- | ----- |
| ToPV                         | 12      | 10      | 2         | 0         | 100-30      | 22    |
| IFK Helsingfors              | 12      | 9       | 0         | 3         | 104-32      | 18    |
| OLS                          | 12      | 8       | 0         | 4         | 108-37      | 16    |
| Porin Narukerä               | 12      | 8       | 0         | 4         | 63-46       | 16    |
| Jyväskylän Seudun Palloseura | 12      | 7       | 2         | 3         | 52-38       | 16    |
| OPS                          | 12      | 7       | 1         | 4         | 63-47       | 15    |
| Warkauden Pallo -35          | 12      | 7       | 1         | 4         | 62-48       | 15    |
| Porvoon Akilles              | 12      | 5       | 2         | 5         | 65-68       | 12    |
| Lappeenrannan Veiterä        | 12      | 4       | 1         | 7         | 45-61       | 9     |
| Botnia-69, Helsingfors       | 12      | 3       | 2         | 7         | 44-82       | 8     |
| Kulosaaren Vesta             | 12      | 3       | 1         | 8         | 39-69       | 7     |
| Veitsiluodon Vastus          | 12      | 1       | 0         | 11        | 31-99       | 2     |
| PaSa Bandy                   | 12      | 0       | 0         | 12        | 16-135      | 0     |

## Uppdelning

### Elitserien
| Lag                          | Spelade | Vinster | Oavgjorda | Förluster | Målskillnad | Poäng |
| ---------------------------- | ------- | ------- | --------- | --------- | ----------- | ----- |
| OLS                          | 12      | 10      | 1         | 1         | 98-41       | 22    |
| IFK Helsingfors              | 12      | 6       | 2         | 4         | 66-45       | 16    |
| ToPV                         | 12      | 5       | 1         | 6         | 74-58       | 14    |
| Porin Narukerä               | 12      | 5       | 2         | 5         | 46-68       | 12    |
| Jyväskylän Seudun Palloseura | 12      | 4       | 3         | 5         | 47-69       | 11    |
| OPS                          | 12      | 3       | 2         | 7         | 52-80       | 8     |
| Warkauden Pallo -35          | 12      | 3       | 1         | 8         | 46-68       | 7     |

### Allfinskan
| Lag                    | Spelade | Vinster | Oavgjorda | Förluster | Målskillnad | Poäng |
| ---------------------- | ------- | ------- | --------- | --------- | ----------- | ----- |
| Porvoon Akilles        | 10      | 7       | 1         | 2         | 74-43       | 18    |
| Botnia-69, Helsingfors | 10      | 7       | 2         | 1         | 63-41       | 17    |
| Lappeenrannan Veiterä  | 10      | 7       | 0         | 3         | 58-29       | 16    |
| Veitsiluodon Vastus    | 10      | 4       | 1         | 5         | 57-66       | 9     |
| Kulosaaren Vesta       | 10      | 3       | 0         | 7         | 54-48       | 6     |
| PaSa Bandy             | 10      | 0       | 0         | 10        | 23-102      | 0     |

Akilles till kvartsfinal. Botnia till åttondelsfinal. Hösten 2002 dorg sig Kulosaaren Vesta ur på grund av spelarbrist.

### Åttondelsfinal
| Lag 1               | Resultat | Lag 2     |
| ------------------- | -------- | --------- |
| Warkauden Pallo -35 | 6–4      | Botnia-69 |

## Kvartsfinaler
| Lag 1           | Resultat | Lag 2                        | Match 1 | Match 2 | Match 3         |
| --------------- | -------- | ---------------------------- | ------- | ------- | --------------- |
| IFK Helsingfors | 1–2      | Warkauden Pallo -35          | 7-3     | 4-5     | 4-5 förlängning |
| OLS             | 2–0      | Porvoon Akilles              | 9-2     | 7-4     | -               |
| ToPV            | 2–0      | OPS                          | 9-3     | 11-1    | -               |
| Porin Narukerä  | 2–1      | Jyväskylän Seudun Palloseura | 6-3     | 2-5     | 5-4             |

## Semifinaler
| Lag 1 | Resultat | Lag 2               | Match 1 | Match 2 | Match 3 |
| ----- | -------- | ------------------- | ------- | ------- | ------- |
| ToPV  | 3–0      | Porin Narukerä      | 7-6     | 7-3     | 7-3     |
| OLS   | 3–0      | Warkauden Pallo -35 | 12-4    | 6-2     | 7-2     |

## Match om tredje pris
| Lag 1          | Resultat        | Lag 2               |
| -------------- | --------------- | ------------------- |
| Porin Narukerä | 5–4 förlängning | Warkauden Pallo -35 |

## Final
| Lag 1 | Resultat        | Lag 2 |
| ----- | --------------- | ----- |
| OLS   | 5–6 förlängning | ToPV  |

## Slutställning
| Placering | Lag                 |
| --------- | ------------------- |
| 1.        | ToPV                |
| 2.        | OLS                 |
| 3.        | Porin Narukerä      |
| 4.        | Warkauden Pallo -35 |

## Finska mästarna
ToPV: 	Mikko Vanhainen, Sami Vanhainen, Jari Pihlajamaa, Jorma Salmela, Vesa Leino, Mikko Aarni, Marko Miinala, Pekka Hiltunen, Marko Veittikoski, Paulus Pörhölä, Rami Kekkonen, Tommi Nurkkala, Veli-Matti Körkkö, Jussi Harjuoja, Antti Ekman, Kari Salo, Jussi Karjalainen, Marko Herajärvi, Erkki Koivuranta, Jukka Ohtonen, Jukka Haarakoski, Jari Vaattovaara, Mika Jussila, Igor Zolotarev, Jari Tallgren.
Jari Vaattovaara blev säsongens målkung, efter att ha svarat för 53 fullträffar. Samuli Niskanen, OLS blev poängkung, med totalt 112 poäng.

### Fotnoter
1. ↑  http://www.kampparit.fi/
2. 1 2  Runkosarja
3. ↑  Pudotuspelit
4. ↑  IBDB ToPV 2001-2002